# Pseudogonia parisiaca
Pseudogonia parisiaca là một loài ruồi trong họ Tachinidae.